# 메릴랜드 대학교
메릴랜드 대학교, 칼리지파크(종종, 메릴랜드 대학교, UMD, UMCP, 칼리지파크 또는 간단히 메릴랜드라고 불림)는 워싱턴 D.C.외곽의 메릴랜드주 칼리지파크에 위치한 연구 중심 주립 대학이다.
1856년에 메릴랜드 대학 시스템을 이끄는 학교로 설립되었다.
메릴랜드 대학교는 현재 총 36,014 명의 학생이 등록해 있으며, 메릴랜드 주와 워싱턴 D.C. 지역일대에서 가장 큰 대학이다.
메릴랜드 대학교는 미국 대학 협회 소속이며, 대서양 해안 리그(ACC)의 설립 멤버이다.
메릴랜드 대학교는 지리적 이점으로 특히, 미국 연방 정부, 정부 관련 연구소들과 많은 연구 협력관계를 가지고 있다.
상당 수의 교원들이 인근에 있는 미국 국립 보건원(NIH)과 미국 항공우주국(NASA), 미국 국립표준기술연구소(NIST), 미국 국토안보부, 미국 농무부(USDA)등에서 연구비와 지원을 받고 있다.
2009년 U.S. News and World Report에 따르면 메릴랜드대학은 전미 주립대학 중 18위에 랭크 되었고,
32개의 학부/대학원 프로그램이 전미 대학 중 상위 10위에 랭크되었다.
한편 세계 대학 학술 순위는 메릴랜드를 전 세계 대학 중 37위에 랭크하였다.

## 대학

### 학과

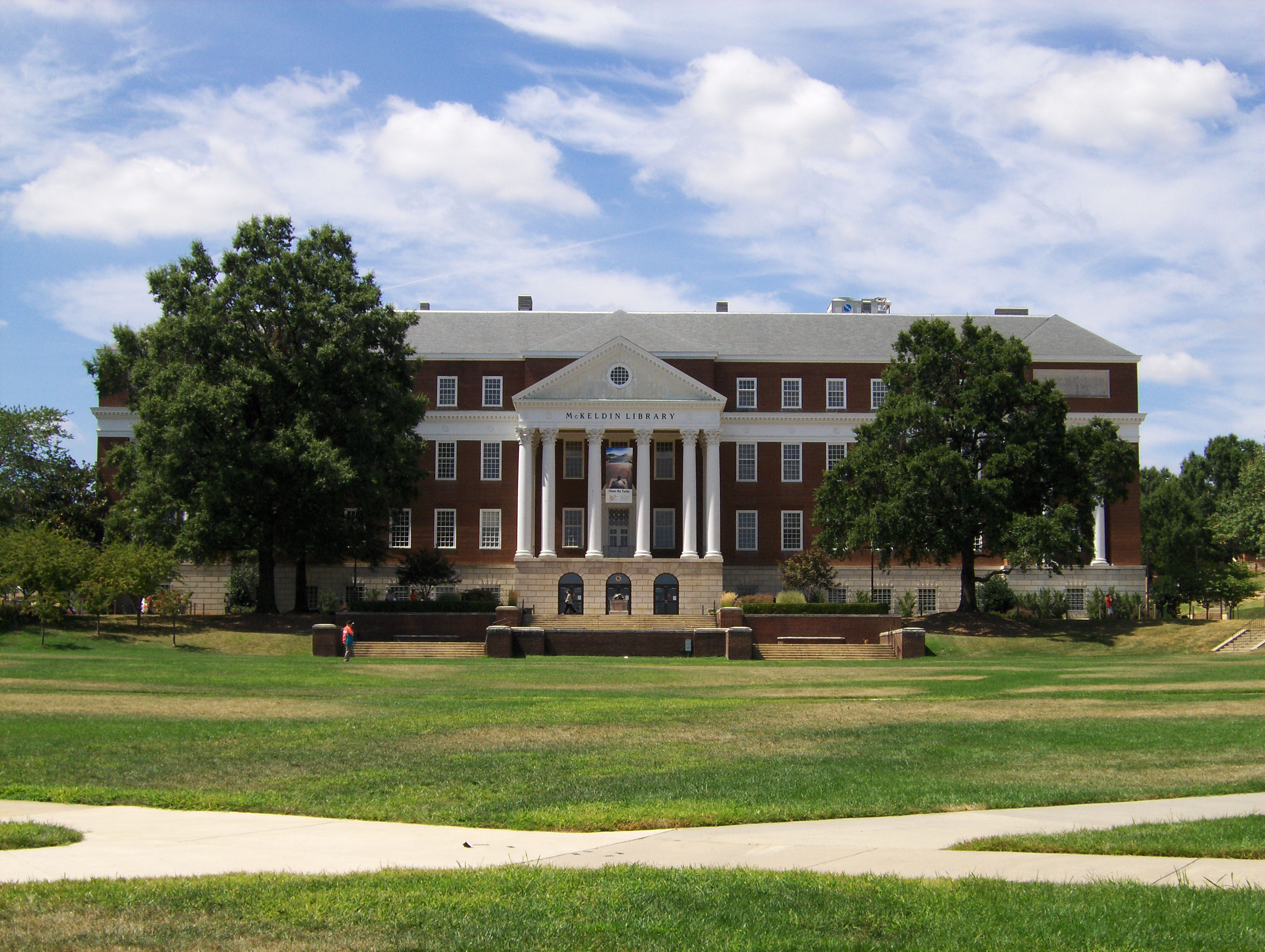
McKeldin Library

메릴랜드 대학교에는 13개의 단과대에서 127 개의 학부 학위와 112 개의 대학원 학위가 있다.
| - College of Arts and Humanities - University of Maryland School of Music - College of Education - College of Computer, Mathematical, and Natural Sciences - Philip Merrill College of Journalism - College of Agriculture and Natural Resources - College of Chemical and Life Sciences | - Robert H. Smith School of Business - College of Behavioral and Social Sciences - A. James Clark School of Engineering - University of Maryland College of Information Studies\|College of Information Studies - University of Maryland School of Public Policy\|School of Public Policy - University of Maryland School of Architecture\|School of Architecture, Planning & Preservation - School of Public Health |

### 교수진
이 학교에서 네 명의 교수가 노벨상을 수상 했다. 스페인어와 스페인문학 교수였던 후안 라몬 히메네스(Juan Ramón Jiménez)는 1956년 노벨 문학상을 수상했다. 1997년 물리과 교수 윌리엄 다니엘 필립스가 레이저를 이용한 기체 분자 냉각에 관한 공로로 노벨 물리학상을 수상하였다. 2005년에는 경제학과 공공 정책과의 명예 교수인 토머스 셸링이 게임 이론에 대한 공헌으로 노벨 경제학상을 수상하였다. 2006년에는 NASA 고다드 우주 비행 센터의 선임 연구원과 물리학과의 겸임교수로 있는 존 매더가 우주배경 탐사선을 이용한 우주 배경 복사 관측에 관한 공로로 노벨 물리학상을 수상하였다.
또한, 메릴랜드 대학교의 졸업생 중에 두 명의 노벨상 수상자가 있다. 허버트 하우프트먼(Herbert Hauptman)은 1985년 화학상을 수상하였고, 레이몬드 데이비스 주니어(Raymond Davis Jr.) 은 2002년에 물리학상을 수상하였다.
이 외에도, 수학과의 세르게이 노비코프 교수는 1970년에 필드 메달을 수상하였고, 1978년에는 메릴랜드 대학교 졸업생 찰스 페퍼먼이 수상하였다.

### 스포츠
- 남자 농구: 2001년 NCAA 토너먼트 4강, 2002년 NCAA 토너먼트 우승
- 여자 농구: 2006년 NCAA 토너먼트 우승, 1978년 1982년 1989년 2006년 토너먼트 4강

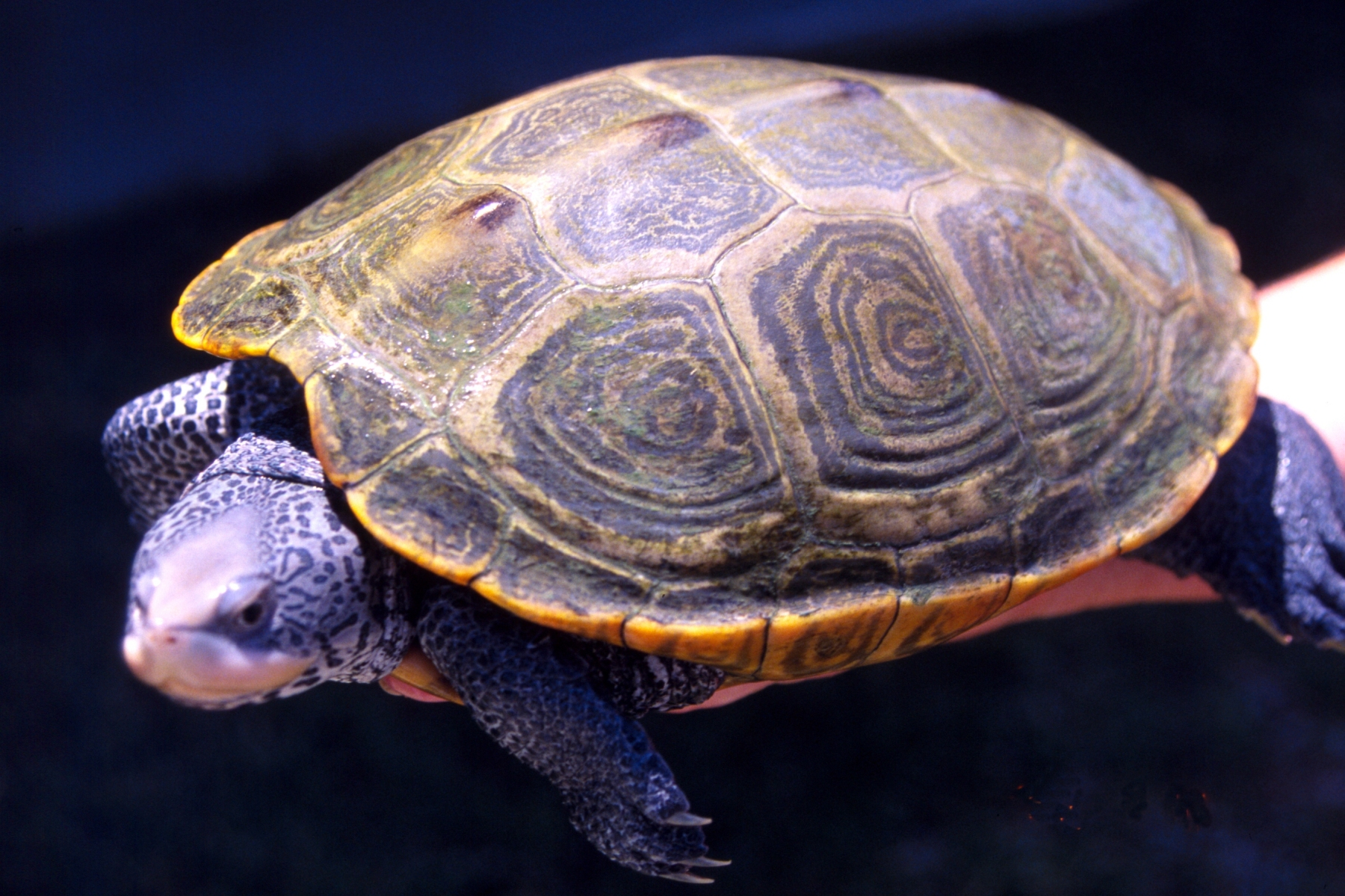
다이아몬드백 테러핀

메릴랜드 대학교는 최근 "미국 상위 371개 대학" 중 체육시설이 가장 좋은 대학에 선정되기도 했다. (미국 입시정보 제공업체 프린스턴 리뷰, 2009년 7월)

### 학교상징
1932년 학교의 풋볼 코치이자 총장이었던, Curley Byrd에 의해 학교 마스코트를 메릴랜드 다이아몬드백 테러핀으로 제안되었다.

## 영화 속의 메릴랜드 대학교
- National Treasure: Book of Secrets (2007)
- Life 101 (1995)
- St. Elmo's Fire (1985)

## 참고 문헌
1. ↑  “University Archives University of Maryland MAC to Millennium: Letter M”. 2010년 5월 31일에 원본 문서에서 보존된 문서. 2009년 5월 31일에 확인함.
2. ↑  http://nces.ed.gov/programs/digest/d07/tables/dt07_225.asp 학생수-연구비 120대 대학 캠퍼스
3. ↑  “Academic Ranking of World Universities 2018: USA”. Shanghai Ranking Consultancy. 2018년 11월 19일에 확인함.
4. ↑  “America's Top Colleges 2018”. Forbes. 2018년 11월 19일에 확인함.
5. ↑  “U.S. College Rankings 2019”. Wall Street Journal/Times Higher Education. 2019년 5월 7일에 확인함.
6. ↑  “Best Colleges 2019: National Universities Rankings”. U.S. News & World Report. 2018년 11월 19일.
7. ↑  “2018 Rankings - National Universities”. Washington Monthly. 2018년 11월 19일에 확인함.
8. ↑  “Academic Ranking of World Universities 2018”. Shanghai Ranking Consultancy. 2018. 2018년 11월 19일에 확인함.
9. ↑  “QS World University Rankings® 2020”. Quacquarelli Symonds Limited. 2019. 2019년 6월 24일에 확인함.
10. ↑  “World University Rankings 2019”. THE Education Ltd. 2018년 11월 19일에 확인함.
11. ↑  “Best Global Universities Rankings: 2019”. U.S. News & World Report LP. 2018년 11월 19일에 확인함.